# Kubaczi
Kubaczi – osiedle typu miejskiego w Rosji, w Dagestanie. W 2010 roku liczyło 3060 mieszkańców.